# Frogatto & Friends
Frogatto & Friends è un videogioco a piattaforme con elementi di avventura pubblicato nel luglio 2010. Il gioco ha ricevuto recensioni positive, in particolare per la sua "splendida" pixel art. Il gioco è multipiattaforma e funziona su Linux (compresi i dispositivi portatili Nokia N900), AmigaOS 4, AROS, Mac OS X, Microsoft Windows, iOS e BlackBerry Tablet OS. Il gioco utilizza un motore open source (sotto licenza zlib), con i dati di gioco per lo più proprietari e in parte sotto licenza Creative Commons BY.

## Modalità di gioco
In Frogatto & Friends, il giocatore aiuta il personaggio del titolo, Frogatto, a salvare i suoi amici dai guai.

## Sviluppo e pubblicazione
Il gioco è stato creato da un team che comprende il creatore di The Battle for Wesnoth, e tre dei principali sviluppatori di Wesnoth.
Rispetto al loro progetto precedente The Battle for Wesnoth, il team di Frogatto ha portato avanti la fase di sviluppo come un piccolo team centralizzato, con l'intenzione di costruire un motore solido e un gioco per mostrare tale motore, prima di aver cercato di costruire una comunità attorno al gioco. L'intento era quello di accelerare lo sviluppo riducendo la burocrazia e di consentire una maggiore libertà creativa sul lavoro.
Il motore del gioco è programmato in C++ tenendo conto delle funzionalità multipiattaforma. Nel file di licenza GitHub del motore di gioco Anura, il codice sorgente è concesso con la licenza zlib e il contenuto incluso con CC0. Sia il codice sorgente che il gioco sono pubblicamente disponibili dalla r125 del loro repository sorgente, ma il team non ha tentato di creare una comunità attorno al gioco fino a quando non è stata raggiunta la versione 1.0. Gli sviluppatori intendono utilizzare il codice sorgente del gioco per creare altri giochi open source. Il motore è anche multi-piattaforma e funziona sulla maggior parte dei sistemi in cui viene eseguito il gioco. Questo aiuta gli sviluppatori di piattaforme più piccole (come AmigaOS) fornendo loro le tecnologie per creare nuovi giochi moderni di alta qualità, open-source su (e per) il loro sistema (e raggiungere anche gli utenti di altre piattaforme).
Il gioco è uscito nel luglio 2010. Il gioco è disponibile per l'acquisto per una varietà di sistemi operativi per computer (per esempio l'App store di MacOS) e nell'App Store di iPhone e BlackBerry App World. Nel 2013, la versione 1.3 è stata resa disponibile tramite l'Humble Store.

## Accoglienza
Il gioco ha ricevuto recensioni positive, in particolare per la sua "splendida" pixel art. Metacritic classifica la versione iOS del gioco 78/100 con sei recensioni favorevoli.